# Canal de Bergues (Belgique)
Pour les articles homonymes, voir Canal de Bergues.
Le canal de Bergues est un canal belge reliant Furnes à Hondschoote. Il fait partie du canal de la Colme. À partir de Hondschoote, sur le territoire français, la continuation de ce canal est appelée canal de la Basse-Colme. Aujourd'hui ce canal est déclassé[pas clair].

## Histoire
Dans le passé l'Yser et l'Aa se jetaient dans la Mer du Nord via une grande quantité de ramifications. Lorsque l'homme a poldérisé la région côtière, les ramifications ont été détournées dans les canaux d'irrigation creusés pour l'assèchement des polders.
Dans la châtellenie de Furnes, le nom donné au canal était Bergenvaart ou Kolme (canal de Bergues ou canal de la Colme). Durant le Moyen Âge, le canal était une voie commerciale très importante. En 1622 il fut amélioré et une écluse fut construite par les Espagnols en temps de guerre à Houthem pour empêcher les inondations en provenance de Bergues. Le côté français du canal a été approfondi et celui-ci ressemble bien plus à un canal industriel. La partie belge a gardé son caractère médiéval.